# K'uk' B'alam I
K'uk B'alam I (31 de março de 397 — c. 435) foi um fundador da dinastia da cidade maia de Palenque. Fundou a dinastia em 11 de março de 431.
Este rei é também conhecido como "Jaguar Quetzal".